# Lorís (España)
Lorís (oficialmente en asturiano: Llourís) es un lugar español de la parroquia de Villazón, perteneciente al municipio de Salas, en la comunidad autónoma de Asturias.

## Historia
Hacia mediados del siglo XIX, el lugar ya pertenecía a la parroquia de Villazón del municipio de Salas. Aparece descrito en el décimo volumen del Diccionario geográfico-estadístico-histórico de España y sus posesiones de Ultramar de Pascual Madoz con las siguientes palabras:

LORIZ: l. en la prov. de Oviedo, ayunt. de Salas y felig. de Santiago de Villazon. (V.).
(Madoz, 1847, p. 383)

En 2023, la entidad singular de población de Lorís tenía empadronados 40 habitantes, todos ellos en diseminado.